# Alsergrund

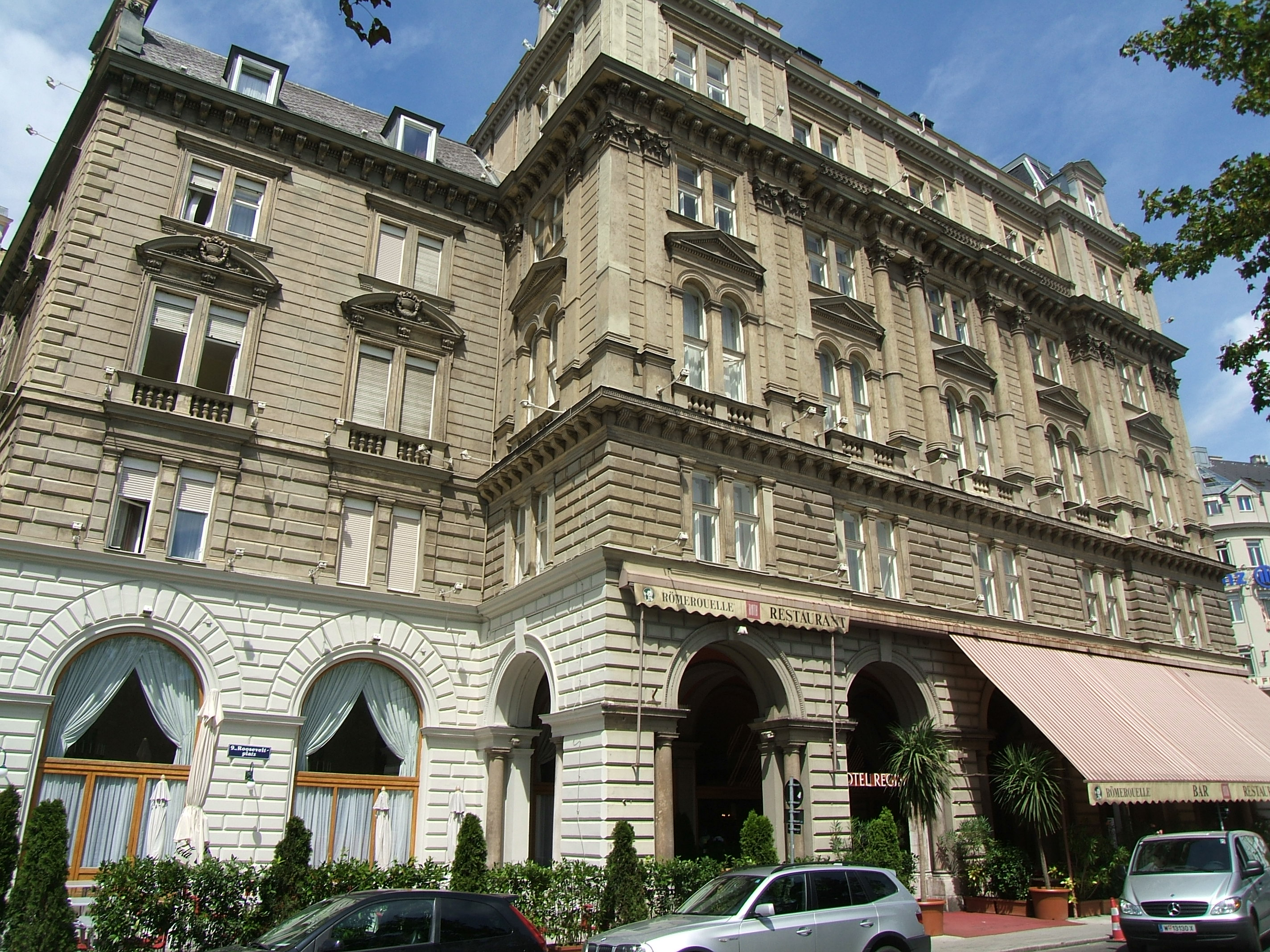
Le Palais Angerer.

Alsergrund est le neuvième arrondissement de Vienne. Il englobe d'est en ouest les quartiers de Roßau, Alservorstad, Michelbeuern, Himmelpfortgrund, Thurygrund, Lichtental au centre, et Althangrund au nord.

## Lieux remarquables
- La Nussdorfer Straße avec le marché couvert (1879) et la maison natale de Franz Schubert.
- Le Palais Angerer
- Le Palais Chotek
- Le Palais Strudelhof
- L'ancien Hôpital espagnol avec l'église Santa Maria de Mercede
- L'Escalier du Strudlhof
- Le Collegium Pazmanianum
- La gare de Vienne-Franz-Josefs
- Le Centre culturel et artistique WUK, dans une ancienne usine en briques de 1855
- Le palais Szeps, siège de l'Ambassade de Suède en Autriche.